# Windpassinger Graben
Der Windpassinger Graben ist ein rechter Zufluss zum Gmoosbach bei Hetzmannsdorf in Niederösterreich.
Der Windpassinger Graben entspringt in einer sumpfigen Niederung südlich von Pranhartsberg, fließt von dort über Obergrabern nach Mittergrabern, wo er den rechts zufließenden Moosbach aufnimmt, und strömt danach weiter durch Windpassing, um sich nordöstlich des Ortes mit den Gmoosbach (samt dem Heufeldgraben) als linken Zubringer zu vereinen. In der Folge fließt der Windpassinger Graben auf Hetzmannsdorf zu, wo knapp vor der Mündung in den Gmoosbach links noch der aus Grund kommende Grundner Bach zufließt. Das Einzugsgebiet des Windpassinger Grabens umfasst 42,7 km² in weitgehend offener Landschaft.